# Mobiliseringsförråd

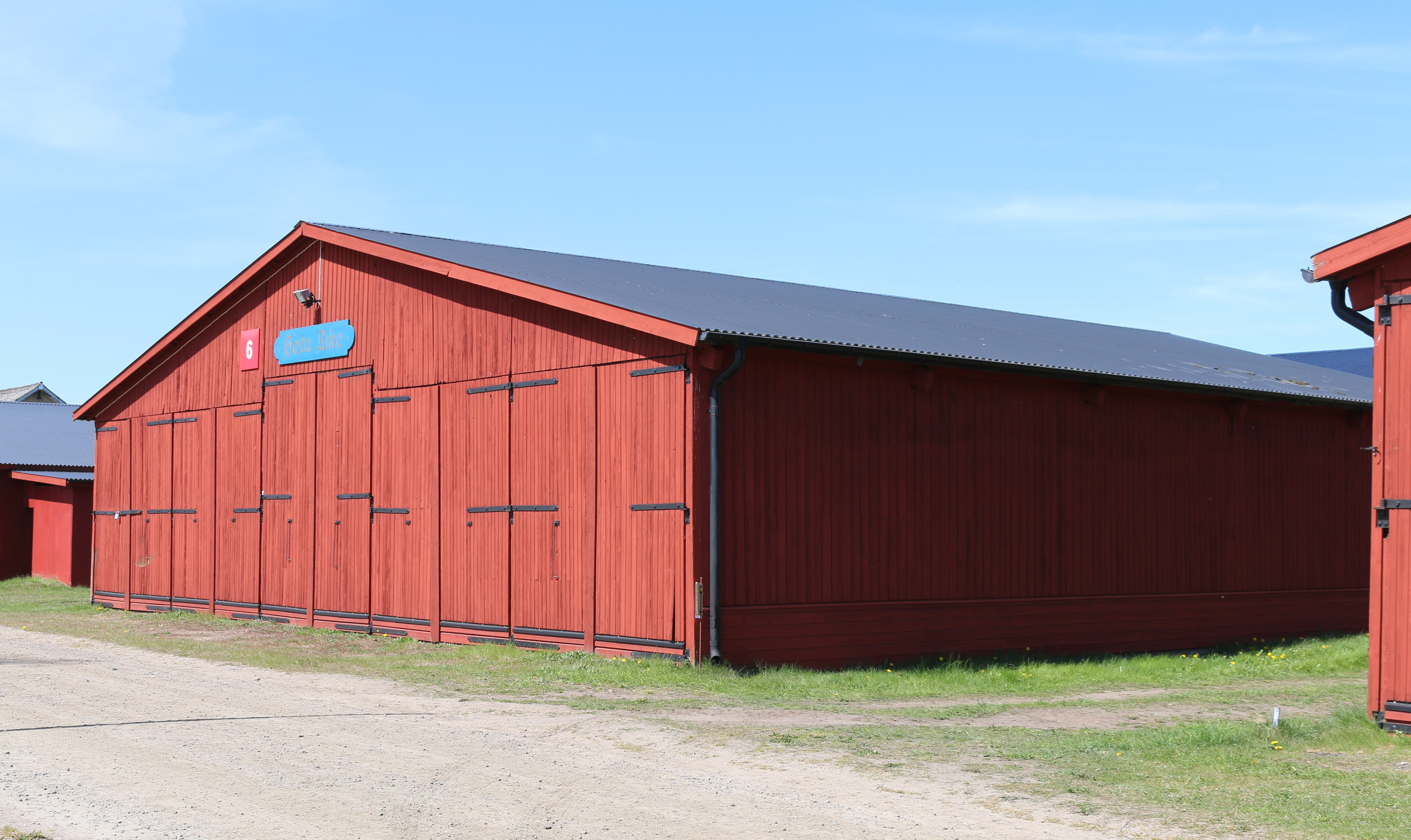
Mobiliseringsförråd av äldre typ.

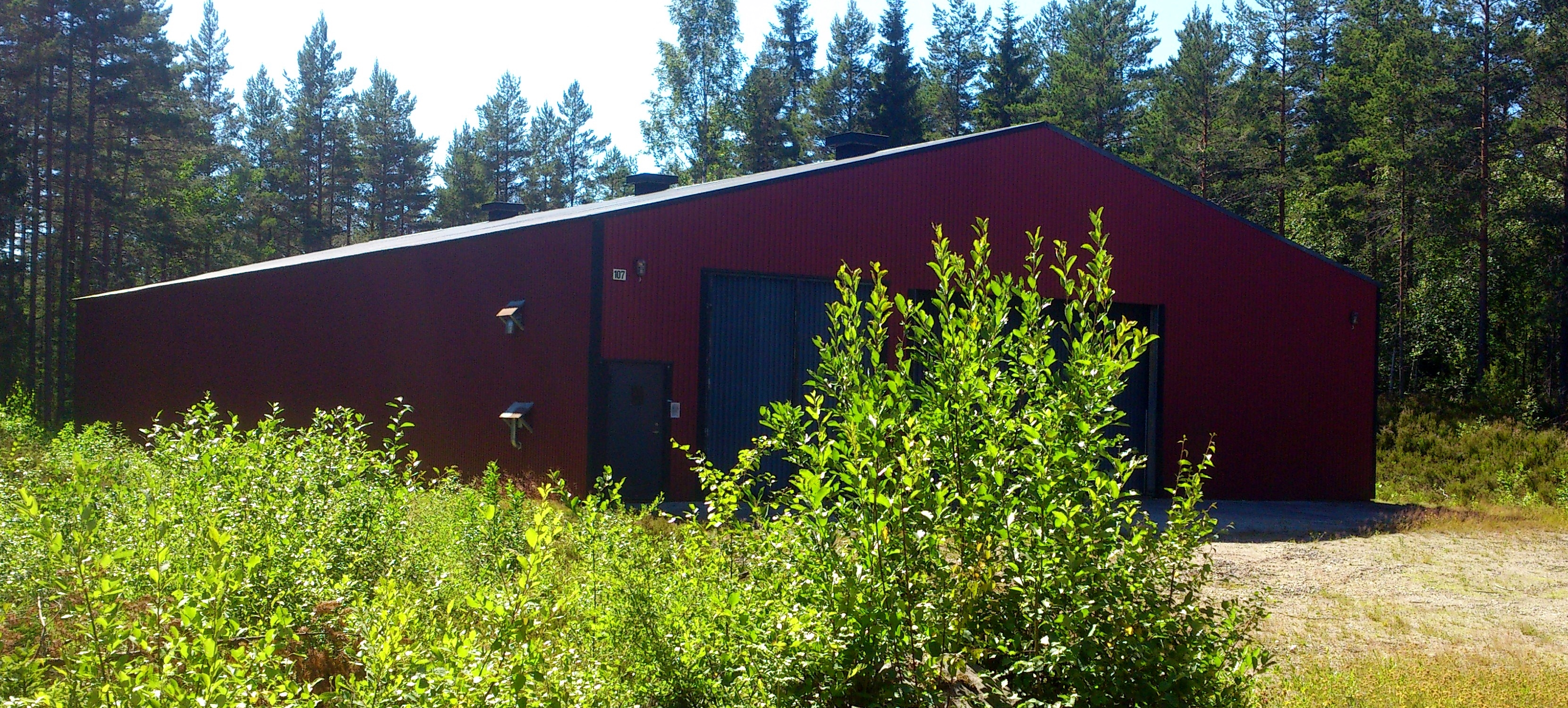
Mobiliseringsförråd

Mobiliseringsförråd (vardagligt mobförråd) är speciella förråd som innehåller militär materiel eller civilförsvarsmateriel och syftar till att ett land snabbt skall kunna mobilisera sina militära styrkor i händelse av mobilisering. 

## Sverige
I Sverige fanns under det kalla kriget mobiliseringsförråd utspridda på strategiska platser över hela landet och vissa källor anger dem till så många som 6 000-8 000 st. Efter andra världskriget fanns många mobiliseringsförråd i ladugårdar runt om i landet som hyrdes av kronan. Under de sista årtiondena av kalla kriget tillfördes många av krigsförbanden ny, tyngre materiel som ställde högre krav på förvaring och säkerhet. För att möta behoven byggdes en stor mängd nya mobiliseringsförråd upp runt om i landet. Vid mobilisering skulle materielen flyttas till mobiliseringsplatser några kilometer från mobiliseringsförrådet. Vid denna mobiliseringsplats samlades soldaterna för att hämta ut sin utrustning. 
Materielen och vapnen i förråden var avsedda att brukas i krig men användes också vid övningar i fredstid. I takt med att det kalla kriget avklingade omorganiserades Försvarsmakten och antalet krigsförband minskades. Omställningen från detta så kallade invasionsförsvar medförde att stora mängder materiel avyttrades och mobiliseringsförråden återlämnades till sina ägare. Avvecklingen kritiserades delvis av Riksdagens revisorer. Istället flyttades stora delar av vapen och materiel till centralförråd på garnisonsområdena. 1986 sprängdes ett mobiliseringsförråd vid vapenkuppen i Järna.